# Greaves, Cunningham
Greaves, Cunningham  is een album van het Britse jazzrock duo John Greaves en David Cunningham.

## Tracklist
1. The Mirage (John Greaves, David Cunningham) - 1:42
2. The Magical Building (John Greaves, David Cunningham) - 4:36
3. The Other Friend (John Greaves, David Cunningham) - 1:21
4. One Summer (John Greaves, David Cunningham) - 4:20
5. The Emerald Isle (John Greaves, David Cunningham) - 2:28
6. The Other World (John Greaves, David Cunningham) - 4:10
7. The Frost (John Greaves, David Cunningham) - 2:55
8. The Inside (aka Rose C'Est La Vie) (John Greaves) - 2:55
9. The Red Sand (John Greaves, David Cunningham) - 4:40
10. The Fine Friends (John Greaves, David Cunningham) - 4:49
11. The Open Book (John Greaves, David Cunningham) - 3:21
12. The Same Way (aka Almost Perfect Lovers) (John Greaves) - 3:57
13. The Map Of The Mountain (John Greaves, David Cunningham) - 5:07

## Bezetting
- John Greaves zang, basgitaar, percussie, keyboard, teksten
- David Cunningham gitaar, percussie, keyboard

Met medewerking van:
- Kristoffer Blegvad - akoestische gitaar
- Jakko M. Jakszyk - achtergrondzang
- Yasuaki Shimizu - tenorsaxofoon / klarinet